# Open di Francia 2017 - Doppio maschile in carrozzina
Shingo Kunieda e Gordon Reid sono i detentori del titolo ma hanno deciso di non partecipare insieme.
Stéphane Houdet e Nicolas Peifer hanno sconfitto in finale Alfie Hewett e Gordon Reid con il punteggio di 6–4, 6–3.

## Teste di serie
1. Stéphane Houdet /  Nicolas Peifer (campioni)
2. Alfie Hewett /  Gordon Reid (finale)

## Tabellone

### Legenda
| - Q = Qualificato - WC = Wild card - LL = Lucky loser | - ALT = Alternate - SE = Special Exempt - PR = Protected Ranking | - w/o = Walkover - r = Ritirato - d = Squalificato |

|  | Semifinali | Semifinali                         | Semifinali | Semifinali | Semifinali |  |  | Finale                         | Finale                         | Finale                         | Finale | Finale |  |
|  |            |                                    |            |            |            |  |  |                                |                                |                                |        |        |  |
|  | 1          | Stéphane Houdet Nicolas Peifer     | 3          | 6          | [12]       |  |  |                                |                                |                                |        |        |  |
|  |            | Shingo Kunieda Stefan Olsson       | 6          | 2          | [10]       |  |  | Stéphane Houdet Nicolas Peifer | Stéphane Houdet Nicolas Peifer | Stéphane Houdet Nicolas Peifer | 6      | 6      |  |
|  |            | Gustavo Fernández Maikel Scheffers | 4          | 6          | [8]        |  |  | Alfie Hewett Gordon Reid       | Alfie Hewett Gordon Reid       | Alfie Hewett Gordon Reid       | 4      | 3      |  |
|  | 2          | Alfie Hewett Gordon Reid           | 6          | 3          | [10]       |  |  |                                |                                |                                |        |        |  |